# Scottish League Cup 1998/99
Der Scottish League Cup wurde 1998/99 zum 53. Mal ausgespielt. Der schottische Ligapokal begann am 1. August 1998 und endete mit dem Finale im November desselben Jahres. Am Wettbewerb nahmen die Vereine der Scottish Football League und Scottish Premier League teil. Wurde ein Duell nach 90 Minuten plus Verlängerung nicht entschieden, kam es zum Elfmeterschießen. Den Titel sicherten sich die Glasgow Rangers im Finale gegen den FC St. Johnstone.

## 1. Runde
Ausgetragen wurden die Begegnungen am 1. August 1998.
|                    | Ergebnis        |                       |
| ------------------ | --------------- | --------------------- |
| FC Arbroath        | 0:1             | FC Clydebank          |
| Brechin City       | 2:2 (?:? i. E.) | Hamilton Academical   |
| FC Clyde           | 1:1 (?:? i. E.) | Berwick Rangers       |
| FC Cowdenbeath     | 0:2             | FC Livingston         |
| FC Dumbarton       | 0:4             | Alloa Athletic        |
| FC East Fife       | 3:2 n. V.       | Partick Thistle       |
| Forfar Athletic    | 0:1             | Stirling Albion       |
| Queen of the South | 1:4             | Inverness CT          |
| FC Queen’s Park    | 1:3             | Ayr United            |
| Ross County        | 4:1             | FC Montrose           |
| FC Stenhousemuir   | 1:0             | FC East Stirlingshire |
| FC Stranraer       | 1:1 (?:? i. E.) | Albion Rovers         |

## 2. Runde
Ausgetragen wurden die Begegnungen am 8. August 1998.
|                     | Ergebnis        |                      |
| ------------------- | --------------- | -------------------- |
| Berwick Rangers     | 1:5             | FC Falkirk           |
| FC Dundee           | 0:1             | Alloa Athletic       |
| Dundee United       | 2:2 (?:? i. E.) | Stirling Albion      |
| FC East Fife        | 0:1 n. V.       | FC Motherwell        |
| Hamilton Academical | 1:2             | Hibernian Edinburgh  |
| Inverness CT        | 0:3             | FC Aberdeen          |
| FC Livingston       | 1:0 n. V.       | Dunfermline Athletic |
| Greenock Morton     | 0:1             | Ross County          |
| Raith Rovers        | 2:0             | FC Clydebank         |
| FC St. Johnstone    | 3:0             | FC Stranraer         |
| FC St. Mirren       | 1:3             | Ayr United           |
| FC Stenhousemuir    | 0:2             | Airdrieonians FC     |

## 3. Runde
Ausgetragen wurden die Begegnungen am 18. und 19. August 1998.
|                     | Ergebnis  |                  |
| ------------------- | --------- | ---------------- |
| FC Falkirk          | 0:1       | FC St. Johnstone |
| FC Kilmarnock       | 3:1 n. V. | FC Livingston    |
| FC Motherwell       | 0:2       | Ayr United       |
| Glasgow Rangers     | 4:0       | Alloa Athletic   |
| Airdrieonians FC    | 1:0       | Celtic Glasgow   |
| Heart of Midlothian | 4:2 n. V. | Raith Rovers     |
| Hibernian Edinburgh | 1:0       | FC Aberdeen      |
| Ross County         | 2:0 n. V. | Dundee United    |

## Viertelfinale
Ausgetragen wurden die Begegnungen am 8./9. September 1998.
|                     | Ergebnis        |                     |
| ------------------- | --------------- | ------------------- |
| Ayr United          | 0:2             | Glasgow Rangers     |
| FC Kilmarnock       | 0:1 n. V.       | Airdrieonians FC    |
| FC St. Johnstone    | 4:0             | Hibernian Edinburgh |
| Heart of Midlothian | 1:1 (?:? i. E.) | Ross County         |

## Halbfinale
Ausgetragen wurden die Begegnungen am 25./27. Oktober 1998.
|                  | Ergebnis |                     |
| ---------------- | -------- | ------------------- |
| Glasgow Rangers  | 5:0      | Airdrieonians FC    |
| FC St. Johnstone | 3:0      | Heart of Midlothian |

## Finale
| Glasgow Rangers                            | Glasgow Rangers | FC St. Johnstone | FC St. Johnstone |
| ------------------------------------------ | --- | --- | ---------------- |
| Glasgow Rangers                            | \| 29. November 1998 in Glasgow (Celtic Park) \| \| Ergebnis: 2:1 (2:1) \| \| Zuschauer: 45.533 \| \| Schiedsrichter: Hugh Dallas \| | \| 29. November 1998 in Glasgow (Celtic Park) \| \| Ergebnis: 2:1 (2:1) \| \| Zuschauer: 45.533 \| \| Schiedsrichter: Hugh Dallas \|                                                                                     | FC St. Johnstone |
| Glasgow Rangers                            | Antti Niemi – Sergio Porrini, Lorenzo Amoruso, Colin Hendry, Arthur Numan – Giovanni van Bronckhorst, Jörg Albertz (65. Ian Ferguson), Barry Ferguson, Andrei Kantschelskis – Rod Wallace, Stéphane Guivarc’h (89. Gordon Durie) Cheftrainer: Dick Advocaat ( Niederlande) | Alan Main – John McQuillan, Alan Kernaghan, Darren Dods, Gary Bollan – John O’Neil, Philip Scott, Nick Dasovic, Paul Kane – Miguel Simão (84. Roddy Grant), George O’Boyle (74. Nathan Lowndes) Cheftrainer: Sandy Clark | FC St. Johnstone |
| Glasgow Rangers                            | 1:0 Guivarc’h (6.) 2:1 Albertz (37.) | 1:1 Dasovic (8.) | FC St. Johnstone |
| Glasgow Rangers                            | Dasovic | | FC St. Johnstone |
| 29. November 1998 in Glasgow (Celtic Park) | | |                  |
| Ergebnis: 2:1 (2:1)                        | | |                  |
| Zuschauer: 45.533                          | | |                  |
| Schiedsrichter: Hugh Dallas                | | |                  |